# August Drechsler

August Drechsler

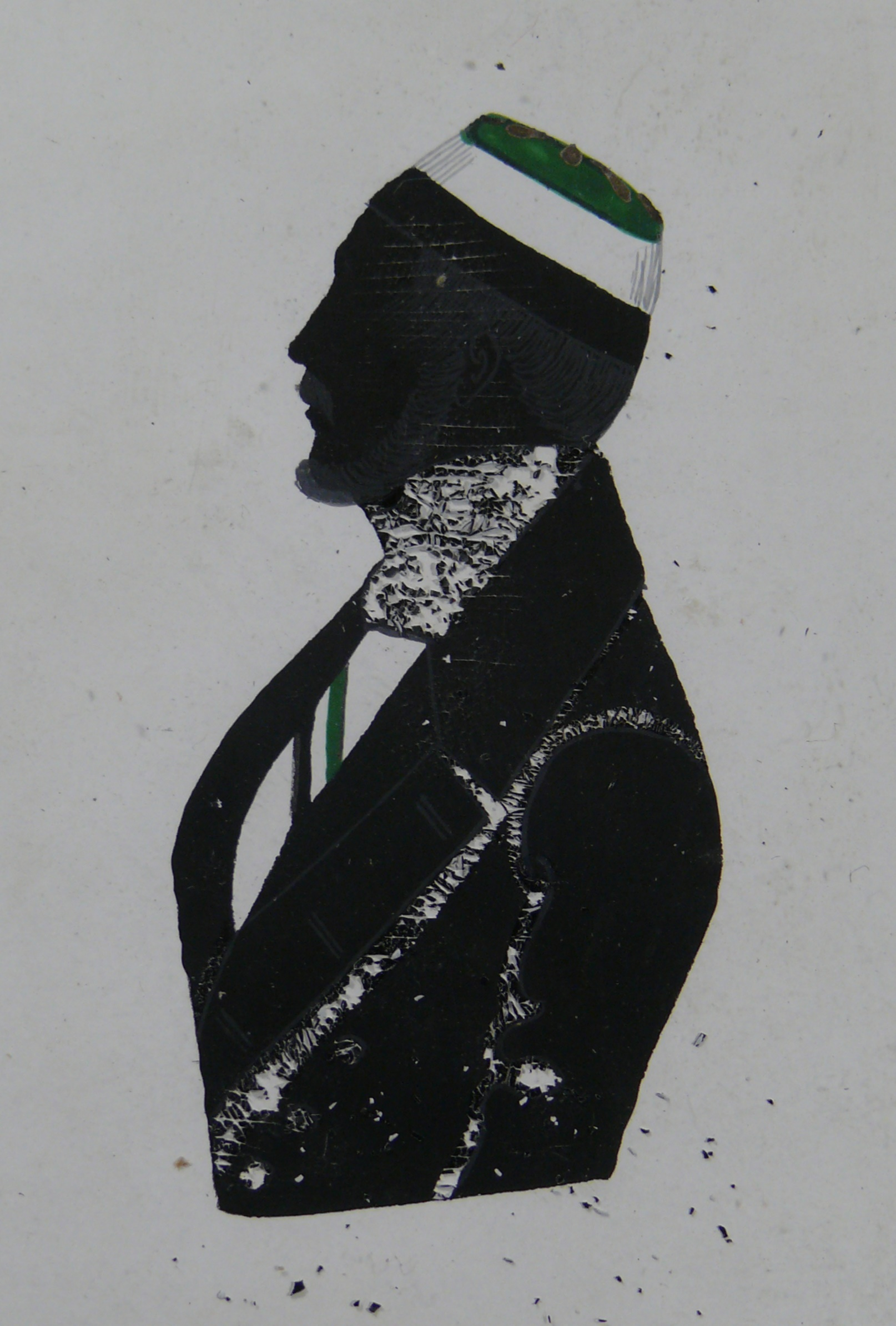
August Drechsler

August Drechsler (* 14. März 1821 in Stavenhagen, Mecklenburg; † 10. August 1897 in Harzburg) war ein deutscher Richter und Abgeordneter der Frankfurter Nationalversammlung.

## Leben
Drechsler entstammte einer mecklenburgischen Juristenfamilie. Sein Vater war Amtsauditor in Goldberg, später in Wredenhagen mit Sitz in Röbel/Müritz, und Amtsverwalter in Lübz.
Er absolvierte 1838 die Abiturientenprüfung am Gymnasium Fridericianum in Schwerin und studierte anschließend Rechtswissenschaft an der Universität Rostock und der Ruprecht-Karls-Universität Heidelberg. 1840 wurde er im Corps Guestphalia Heidelberg aktiv. Nachdem er 1844 zum Dr. iur. promovierte worden war, ließ er sich als Advokat und Notar in Parchim nieder. In der Revolution in Mecklenburg (1848) wurde Drechsler mit 27 Jahren für den 5. Wahlkreis Parchim des Großherzogtums Mecklenburg-Schwerin zur Frankfurter Nationalversammlung gewählt. Über die Wahl berichtete der Parchimer Stadtchronist Karl Augustin:

„Am 16. April 1848 wurde die Regierungsverordnung über die Urwahlen von der Kanzel verlesen. Eine Kommission bestimmte die auf Parchim entfallenden 14 Urwahlmänner. Diese gaben am 22. April mit den Urwählern aus Goldberg, Plau, Neustadt, Grabow und den Landgemeinden, insgesamt 131 in der Parchimer Georgenkirche von 10.00 Uhr bis 17.00 Uhr ihre Stimme ab. Zu den Abgeordneten wurden gewählt Oberappellationsgerichtsrat Friedrich Kierulff und Dr. jur. August Drechsler, beide Rostock. Da Kierulff ablehnte, lag die Vertretung des Parchimer Bezirks dem Dr. Drechsler allein ob. Kierulff kandidierte gleichzeitig in Rostock und nahm dort die Wahl an.“

Drechsler gehörte der Nationalversammlung vom 29. Mai 1848 bis zum 30. April 1849 an und war Mitglied des linken Centrums (“Württemberger Hof”). Als gefürchteter Zwischenrufer trug er besonders während der Grundrechtsdiskussion häufig juristische Einwände vor.
Von 1851 bis 1864 war er neben Franz Floerke einer der beiden Bürgermeister von Parchim. Er war Meister vom Stuhl der Freimaurerloge Friderica Ludovica zur Treue. 1864 wurde er an das Oberappellationsgericht der vier Freien Städte in Lübeck berufen. Hier war er am Entwurf einer Prozessordnung des Privatrechts beteiligt. 1870 wurde er Vizepräsident des Reichsoberhandelsgerichts in Leipzig und später Senatspräsident des 1. Zivilsenats am Reichsgericht in Leipzig. 1897 trat er in den Ruhestand. Er hatte an der Rechtsprechung gegen Differenzgeschäfte maßgeblichen Anteil.
Er war mit einer Schwester des Kanonisten Friedrich Maaßen verheiratet.

## Ehrungen
- Wirkl. Geh. Rat
- Ehrenbürger von Leipzig
- Ehrenbürger von Parchim